# The Hard Way (película de 2019)
The Hard Way (conocida en Brasil como O Caminho Difícil) es una película de acción de 2019, dirigida por Keoni Waxman, que a su vez la escribió junto a Thomas J. Churchill  y protagonizada por Michael Jai White, Luke Goss y Randy Couture, entre otros. El filme fue realizado por Actionhouse Pictures y Hollywood Media Bridge, se estrenó el 5 de marzo de 2019.

## Sinopsis
Un soldado fallece en una misión en Rumania; su hermano, exmilitar, arma un grupo para llevar a cabo un ajuste de cuentas.